# Вандализам
Вандализам је уништавање јавне или приватне имовине или масовно јавно вређање, понижавање и насиље. Глагол вандализовати (vandalisme) потиче из француског језика и први га је употребио Анри Грегоар, бискуп Блоа, почетком 1794. године поредећи понашање француске републиканске војске са Вандалима приликом пљачке Рима 455. године.